# Orde van Verdienste voor Kunst en Wetenschap (Saksen-Meiningen)
De Orde van Verdienste voor Kunst en Wetenschap (Duits: Verdienstorden für Kunst und Wissenschaft) was een ridderorde van het voormalige hertogdom Saksen-Meiningen. 
De in 1874 door de toneel- en kunstminnende hertog George II van Saksen-Meiningen ingestelde orde had twee graden, een Ie Klasse in de vorm van een zilveren kruis met een groot zilveren medaillon met het portret van de regerende hertog en een zilveren of verguld zilveren medaille (na 1890) die het versiersel van de IIe Klasse van de orde was. Op de keerzijde van het achtpuntige kruis van Malta was een krans afgebeeld. Het rondschrift rond het hertogelijk portret was GEORG HERZOG ZU SACHSEN MEININGEN (1874 - 1890) en na 1890 GEORG HERZOG VON SACHSEN MEININGEN.
In de armen van het kruis is een groen geëmailleerde "Rautenkrone", symbool van het regerende Huis Wettin afgebeeld.
Kruis en medaille werden aan een lint om de hals gedragen. Het lint van de dragers van de medaille heeft een smalle zilveren bies. De ronde medailles zijn voor "en sautoir" gedragen medailles opvallend klein.
De kleine Ernestijnse hertogdommen Saksen-Meiningen en Saksen-Coburg deelden ridderorden. De twee landen hadden ieder een Orde van Verdienste voor Kunst en Wetenschap die alleen door het medaillon en het portret van de vorst van elkaar verschilden. Saksen-Weimar bezat een ovale Medaille van Verdienste voor Kunst en Wetenschap.

## Dragers (selectie)
- Max Büttner (1857-1927), zanger